# Kaestlea laterimaculata
Espèce
Synonymes
- Lygosoma laterimaculatum Boulenger, 1887

Statut de conservation UICN

 VU B1ab(iii) : Vulnérable
Kaestlea laterimaculata est une espèce de sauriens de la famille des Scincidae.

## Répartition
Cette espèce est endémique du Sud de l'Inde. Elle se rencontre dans les États du Tamil Nadu et du Kerala.

## Publication originale
- Boulenger, 1887 : Catalogue of the Lizards in the British Museum (Nat. Hist.) III. Lacertidae, Gerrhosauridae, Scincidae, Anelytropsidae, Dibamidae, Chamaeleontidae. London, p. 1-575 (texte intégral).